# بوب ديفيس
بوب ديفيس (بالإنجليزية: Robert Amos Davis)‏ هو لاعب هوكي الجليد كندي، ولد في 2 فبراير 1899 في لا شين في كندا، وتوفي في 15 يوليو 1970.

## وصلات خارجية
- بوب ديفيس على موقع دوري الهوكي الوطني (الإنجليزية)
- بوب ديفيس على موقع EliteProspects.com (الإنجليزية)
- بوب ديفيس على موقع HockeyDB.com (الإنجليزية)
- بوب ديفيس على موقع Hockey-Reference.com (الإنجليزية)